# 24 Comae Berenices
24 Comae Berenices är en orange ljusstark jätte  i stjärnbilden Berenikes hår. Stjärnan är av visuell magnitud +5,02 och synlig för blotta ögat vid någorlunda god seeing. Den befinner sig på ett avstånd av ungefär 450 ljusår.